# Província de Vaiots Dzor
Vaiots Dzor fou un dels principals districtes de Baspracània. La capital de la província és Ieghegnadzor. Te una extensió de 2.310 km² i compta amb una població de 47.369 habitants segons cens de 2022.
Limitava al nord amb el Gelarquniq; a l'oest amb l'Arats i el Sharuri; a l'est amb el Tsluq; i al sud amb el Jahuq.
Tot i la seva posició va formar el centre neuràlgic de la Siunia Oriental.

## Divisió administrativa
Des de l'any 2017 Vaiots Dzor està dividida en 8 municipis: Areni, Djermuk, Vaik, Shatin i Ieghegnadzor

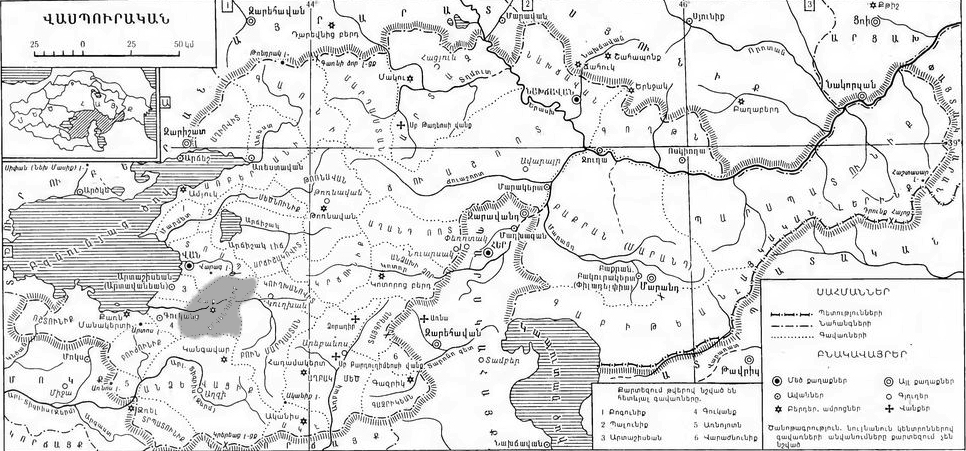
Mapa de la regió vaspurakanesa de Vaiots Dzor ombrejada a l'est del Llac Van. Enciclopèdia Soviètica.

## Història
Vaiots Dzor s'esmenta per primera vegada a la història d'Armènia per Moisès de Khorèn. La regió ha estat habitada per humans des de temps prehistòrics. Les investigacions arqueològiques han descobert molts jaciments i objectes que daten del Paleolític i l'Edat del Bronze, amb talles en penya-segats que representen escenes de caça i animals. El complex de coves Areni-1, que inclou el celler Areni-1 de 6.100 anys d'antiguitat, descobert en excavacions arqueològiques realitzades entre el 2007 i el 2011, va revelar que la regió va ser poblada durant el V mil·lenni aC (Eneolític). El celler consta de botes de fermentació, una premsa de vi, gerres d'emmagatzematge, fragments de ceràmica, i es creu que és el celler més antic conegut de la història. També s'ha trobat a Areni-1 una sabata de cuir de 5.500 anys d'antiguitat, la peça de calçat de cuir més antiga coneguda.
A principis del segle VIII el territori de l'actual província era part del Regne d'Urartu. Posteriorment, va esdevenir part del Regne d'Armènia, del qual va constituir el cantó de Vaiots Dzor de la província de Siunia, sota el govern dels sisakides.

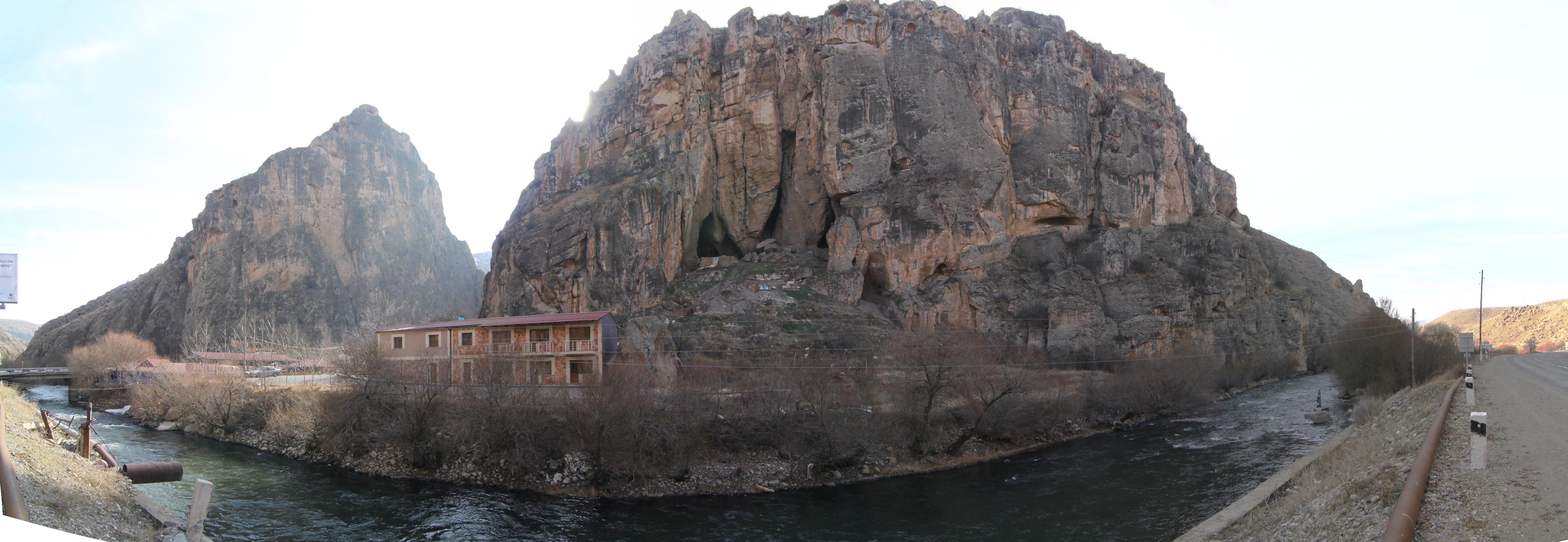
Complex arqueològic de les coves Areni-1

La família Orbelian va esdevenir molt important a Vaiots Dzor i Siunia durant l'edat mitjana. Moltes esglésies, monestirs, ponts i caravanseralls foren construits entre els segles X i XIII. Vaiots Dzor es va beneficiar per ser en el camí de la Ruta de la Seda, que correspon a la ruta que actualment l'uneix amb Martuni i Ieguegnadzor. Durant aquest període, la província va esdevenir la seu de la Universitat de Glazor, que fou fundada el 1280 per Nerses de Muş, un dels principals centres educatius de l'Armènia medieval.

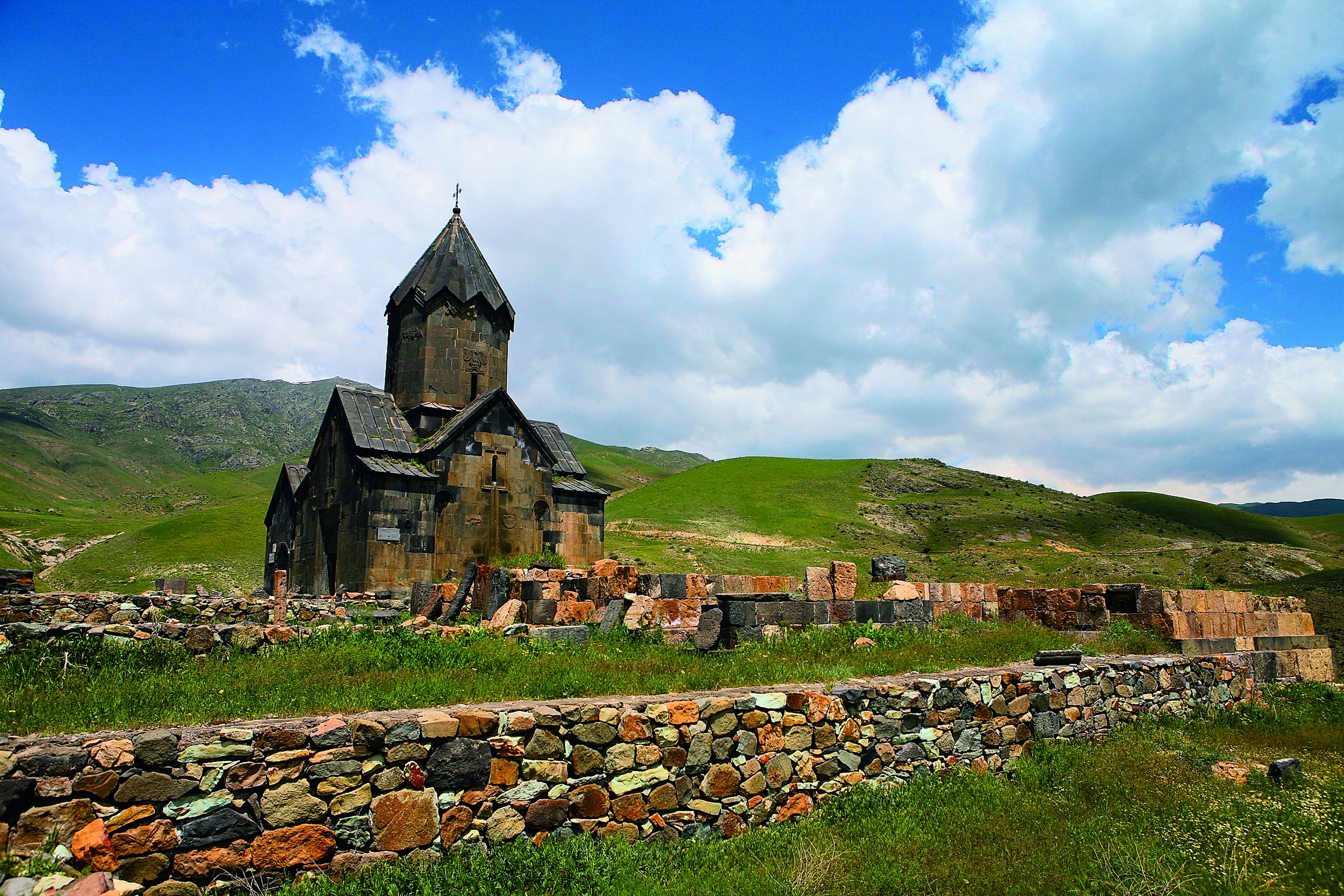
Monestir de Tanahat, fundat al segle VIII i reconstruit al segle XIII

El període entre els segles XV i XVII és considerat pels historiadors com l'època més fosca de la història de Vaiots Dzor. La regió va ser escenari de molts combats entre els invasors túrquics i tribus iranianes. Aquestes van fer que molts pobles i monuments fossin destruits i que la població fos desplaçada. Posteriorment va esdevenir part del Kanat de Nakhitxevan, sota soberania persa i fou coneguda amb el nom de Daralagiaz.

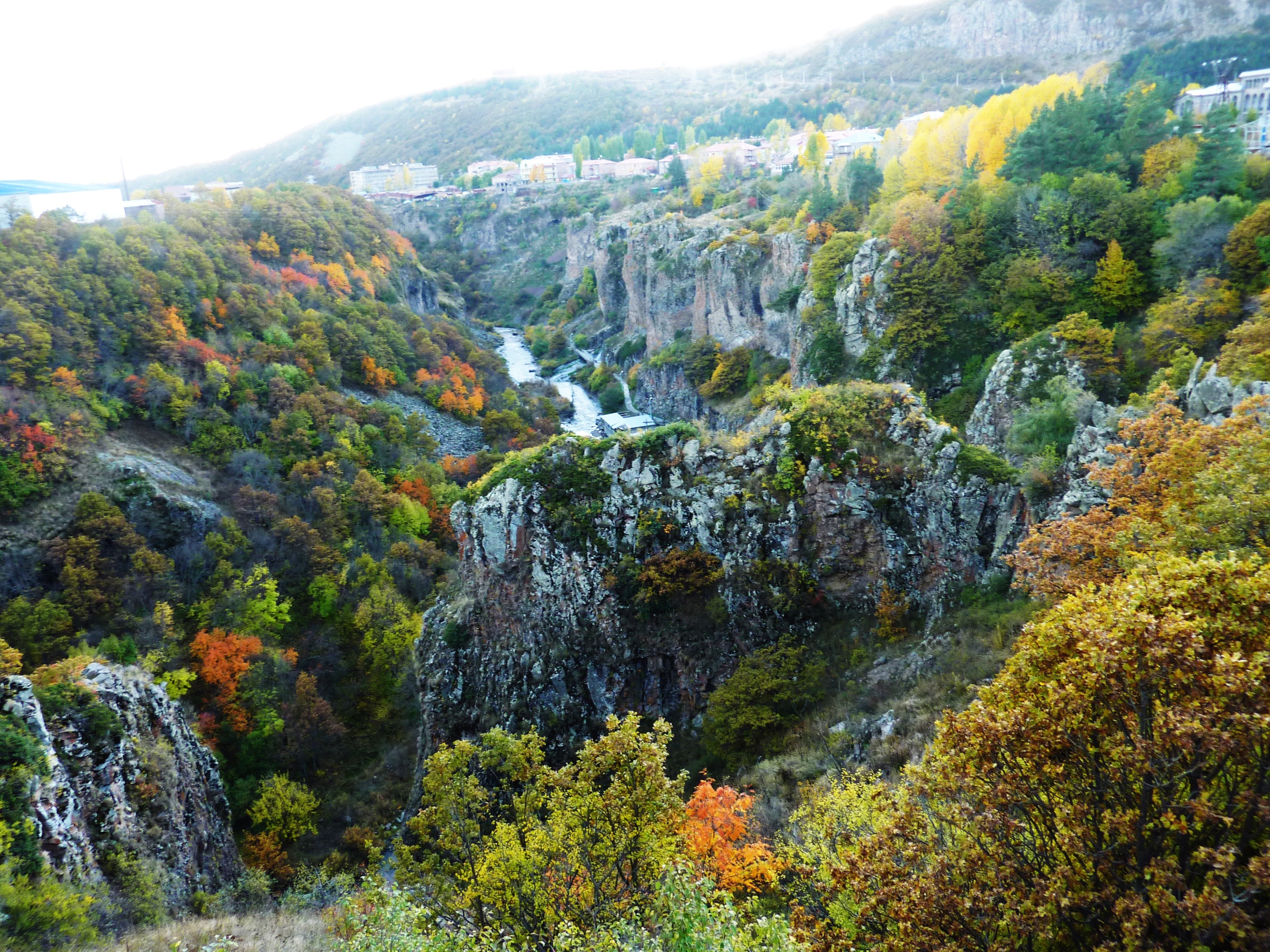
Canyó i bosc de Jermuk

Durant la primera meitat del segle XIX, després de la Guerra russo-persa de 1826-1828 i el Tractat de Turkmantxai, signat el 1828, VAiots Dzor passà a formar part de l'Imperi Rus. A la mateixa època, fou incorporada a l'Oblast d'Armènia. El 1849 es fundà la Governació de Yerevan, que incloïa Vaiots Dzor i el 1870, aquest fou dividida en uiezds. Llavors, l'actual província va passar a formar part de l'uiezd de Sharur -Daralaiaz, de la Governació de Yerevan.
Entre el 1918 i el 1920 la regió fou inclosa en la República Democràtica d'Armènia. Després de l'època soviètica, Vaiots Dzor va esdevenir una de les regions on hi va resistir el govern soviètic i formà part de la no reconeguda República de l'Armènia Montanyenca que estava liderada per Garegin Nzhdeh. De totes maneres, després de la caiguda dels bolxevics el juliol de 1921, Vaiots Dzor va esdevenir part de la República Socialista Soviètica d'Armènia.
Durant el període soviètic, l'actual Vaiots Dzor fou dividida entre els raions de Yeghegnadzor i d'Azizbekov.

## Cultura i patrimoni

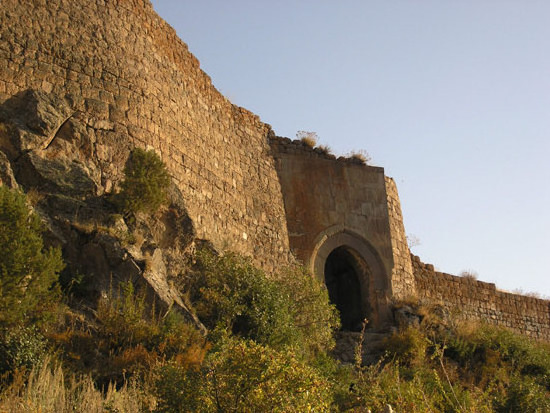
Sembataberd

Ieghegnadzor té un palau cultural, una biblioteca pública i un museu arqueològic. El parc de la ciutat té un Vishap (menhir) que data del Mil·lenni II aC.

### Fortaleses i parcs arqueològics
- Areni-1 - cova al costat del poble d'Areni, on s'hi ha trobat una sabata de cuir i una premsa de vi de fa 5500 anys. Pertanyent a la cultura de Kura Araxes, del principi de l'Edat del bronze a Transcaucàsia.[6][7]
- Sembataberd, fortalesa del segle X.[8]
- Proixaberd, castell-fortalesa del segle XIII.
- Fort Ertij, fortificació del segle XIII.[9]
- Pont d'AgarakadzorPont d'Agarakadzor, del segle XIII.

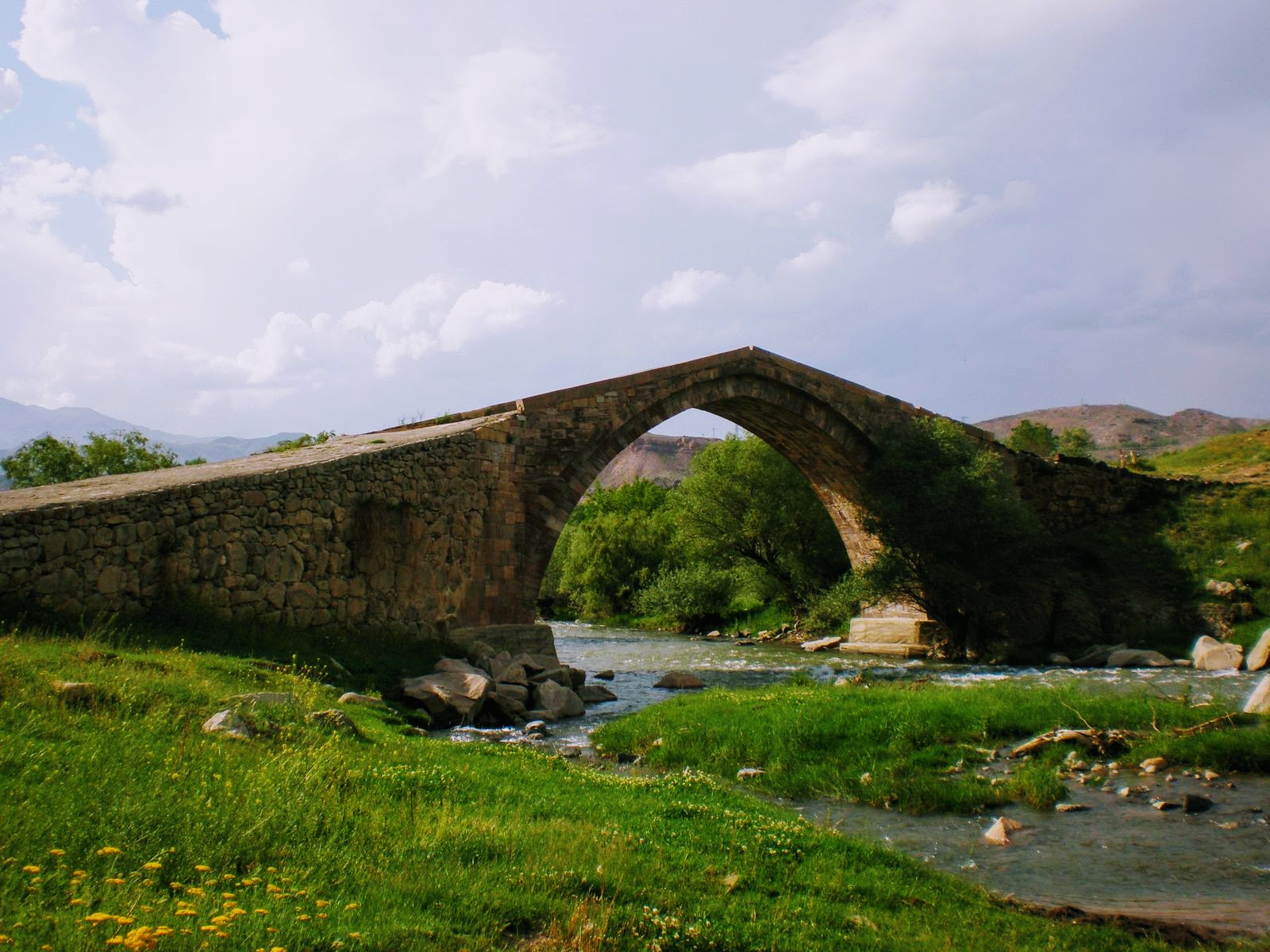
Pont d'Agarakadzor

- Caravanserall d'Orbelian, del 1332, el carfavanserall més ben conservat d'Armènia, al Paas de les montanyes Vardenyats.

### Esglésies i monestirs
- Monestir de Tanahat, de l'any 735.
- Monestir de Sant Sion, del segle VIII.
- Monestir de Xativank, del segle X.
- Monestir de Khotakerats, del segle X.
- Monestir de Tsaghatskar, dels segles XI-XII.
- Monestir de Noravank, del segle XIII.
- Monestir de Gndevank, dels segles X-XIII.

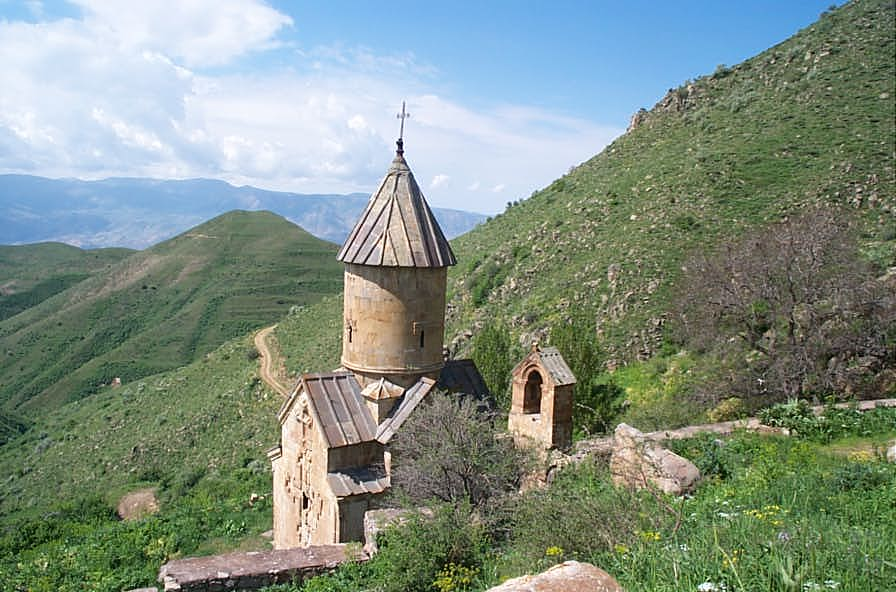
Monestir de Spitakavor

- Monestir de SpitakavorCatedral de la Sagrada Mare de Déu de Ieghegnadzor, del segle XII.
- Monestir de Spitakavor, del 1321.
- Església de Sant Astvatsatsin d'Areni, del 1321.

## Economia
Vaiots Dzor és la que té l'agricultra més pobre del país. La seva producció és el 2,2% del total d'Armènia. El 82,5% de la seva superfície és arable, però només té el 8,5 % (162 km²) de superfície irrigada.

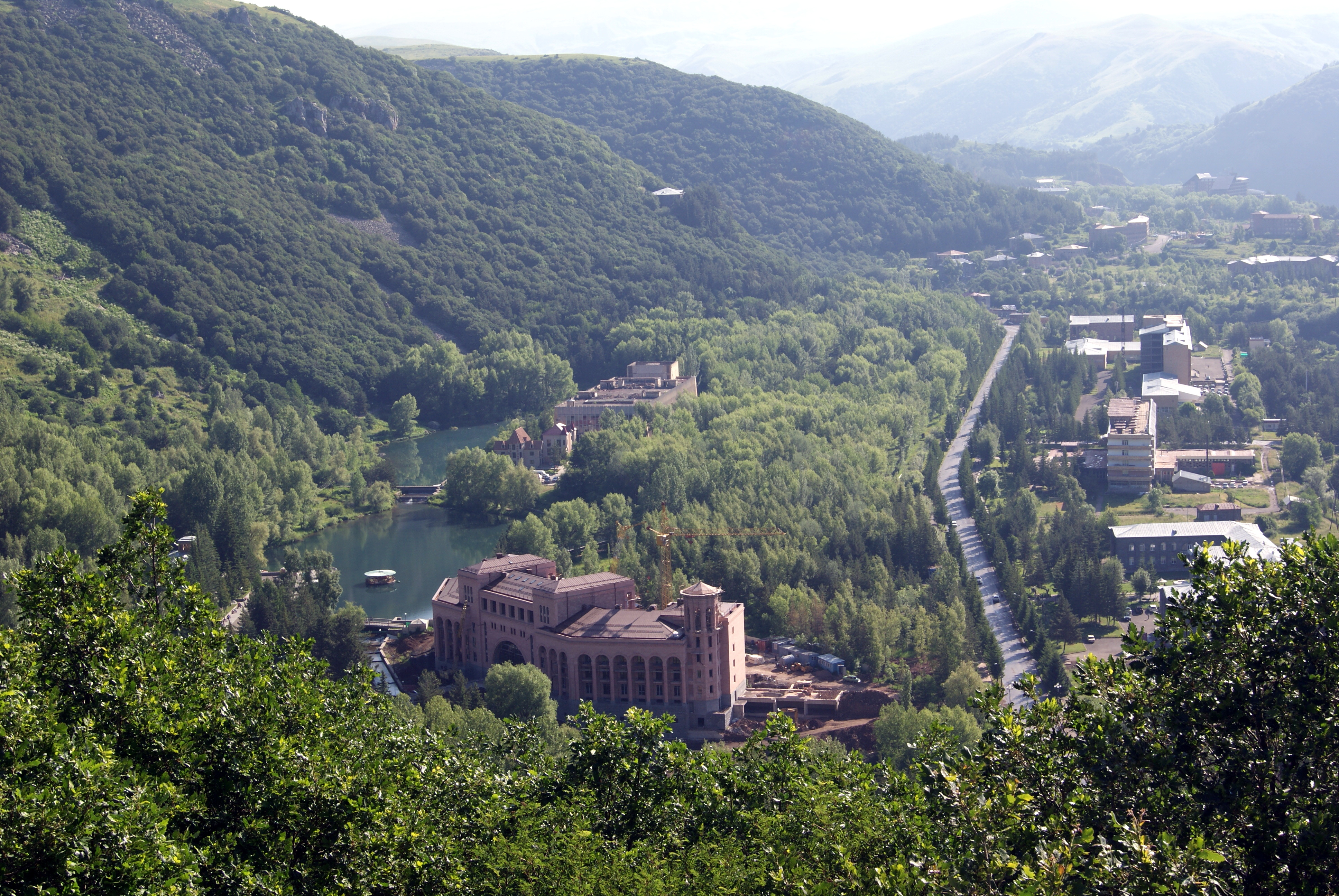
Ciutat-spa de Jermuk

La indústria de Vaiots Dzor representa el 1% de la producció industrial del país. Entre els seus productes destaquen l'aigua embotellada, la producció de begudes alcohòliques (sobretot, vi), i els aliments processats. El descobriment de la zona vinícola Areni-1 mostra la tradició molt antiga de la producció de ví.

### Turisme
El patrimoni cultural i els monuments naturals de la regió atreuen turistes. Jermuk i els boscos del voltant és un dels centres de turisme mèdic d'Armènia, ja que té diversos resorts de spa.

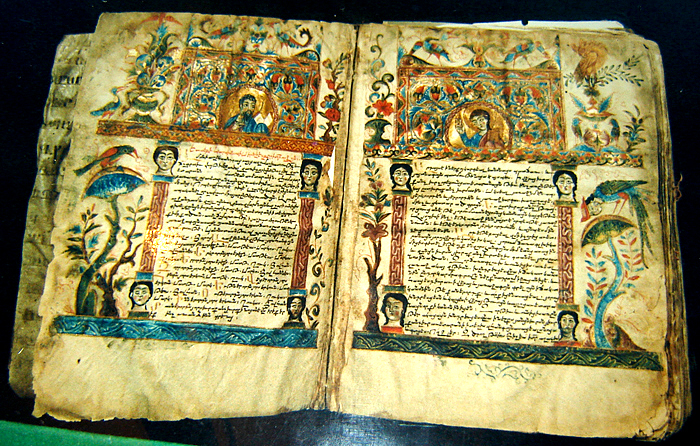
Manuscrit amb miniatures de la Universitat de Glazor

A la província hi ha santuaris de la natura i parcs naturals. L'any 1980 es va trovar la Cova de Mozrov, a prop d'Arpi, que està declarada com monument cultural i natural del país.

## Educació
Vaiots Dzor és la seu de l'universitat de Glazor, que es va establir al voltant de l'any 1280 i que va operar fins al 1340.
A l'actualitat, a Ieguegnadzor hi ha una subseu de la Armenian State University of Economics.

## Galeria d'imatges

Vayots Dzor
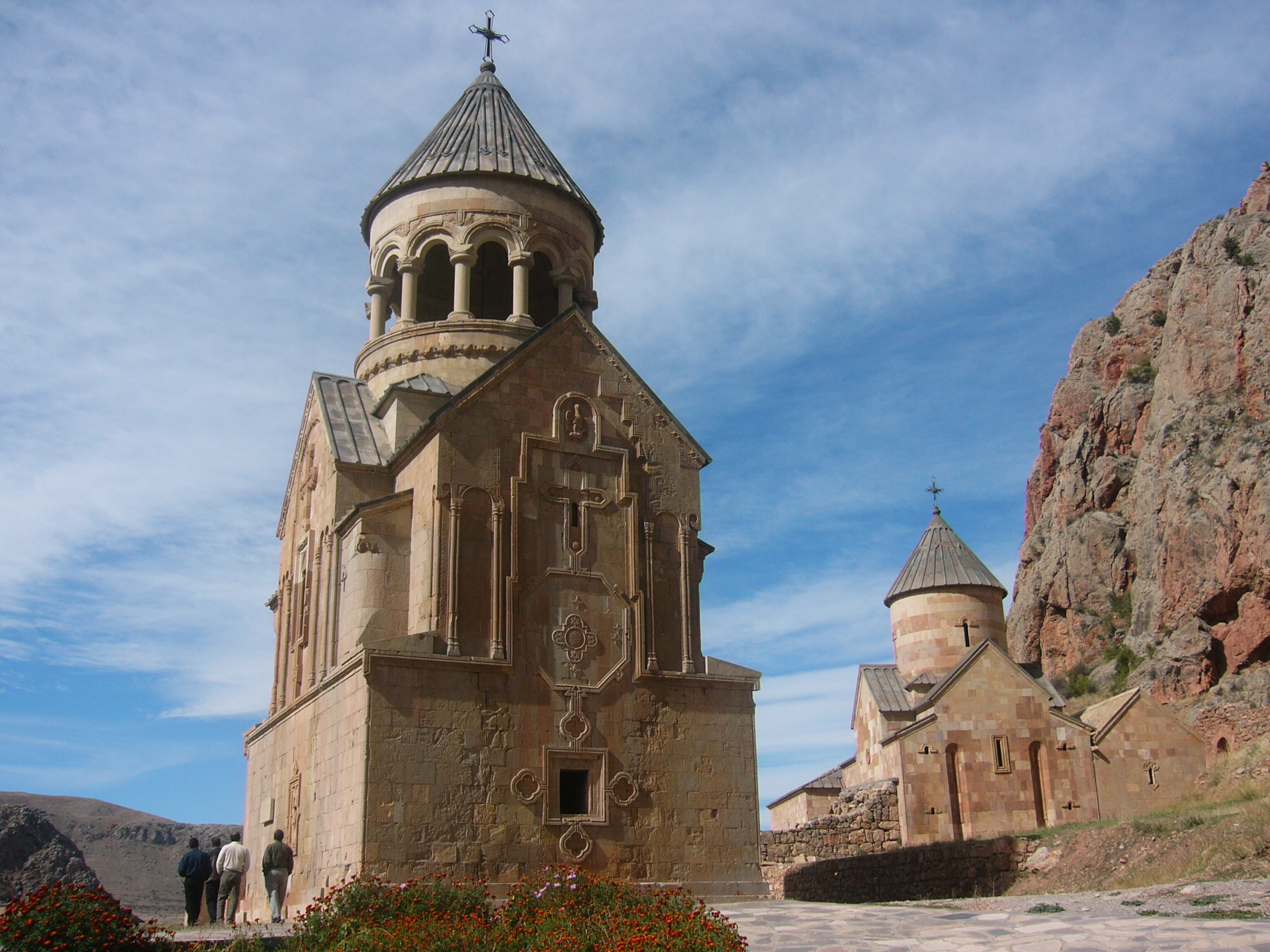
Noravank, 1205
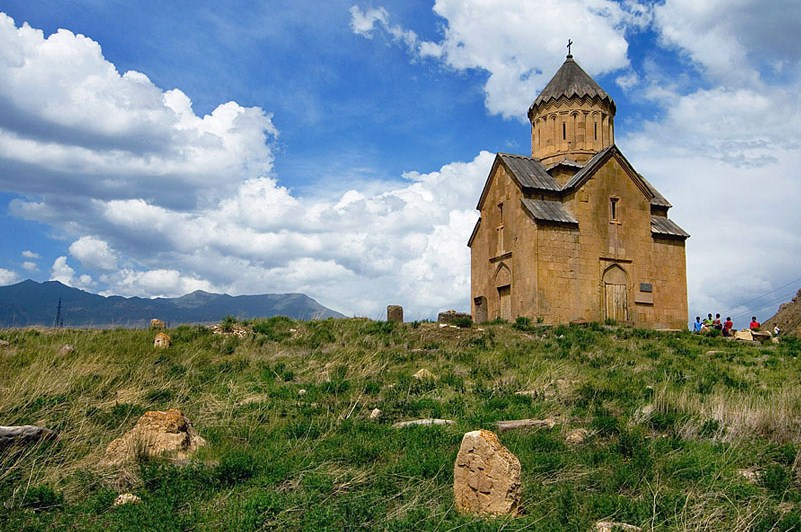
Església d'Areni , 1321
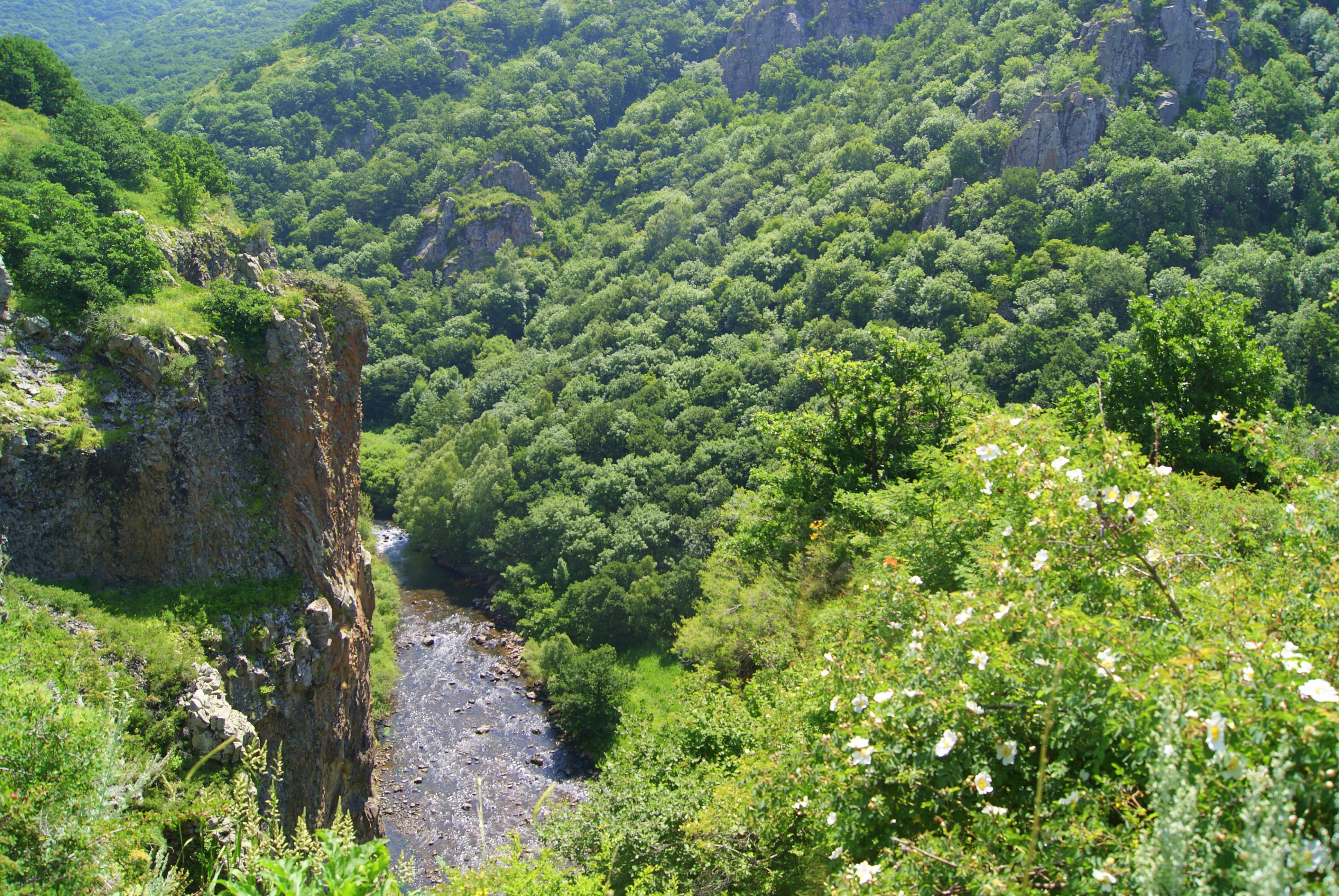
Santuari Forestal de Jermuk
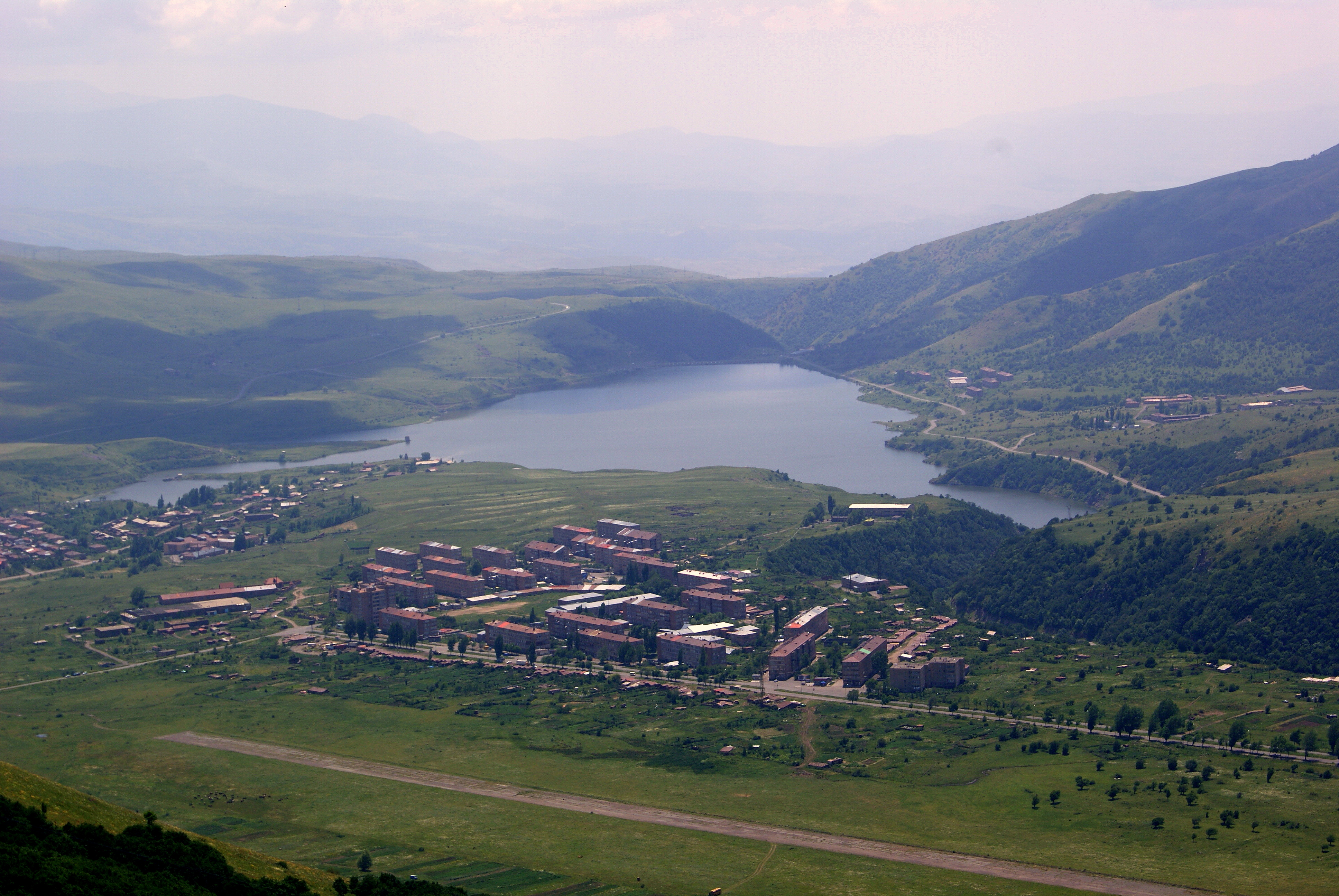
pantà de Kechut
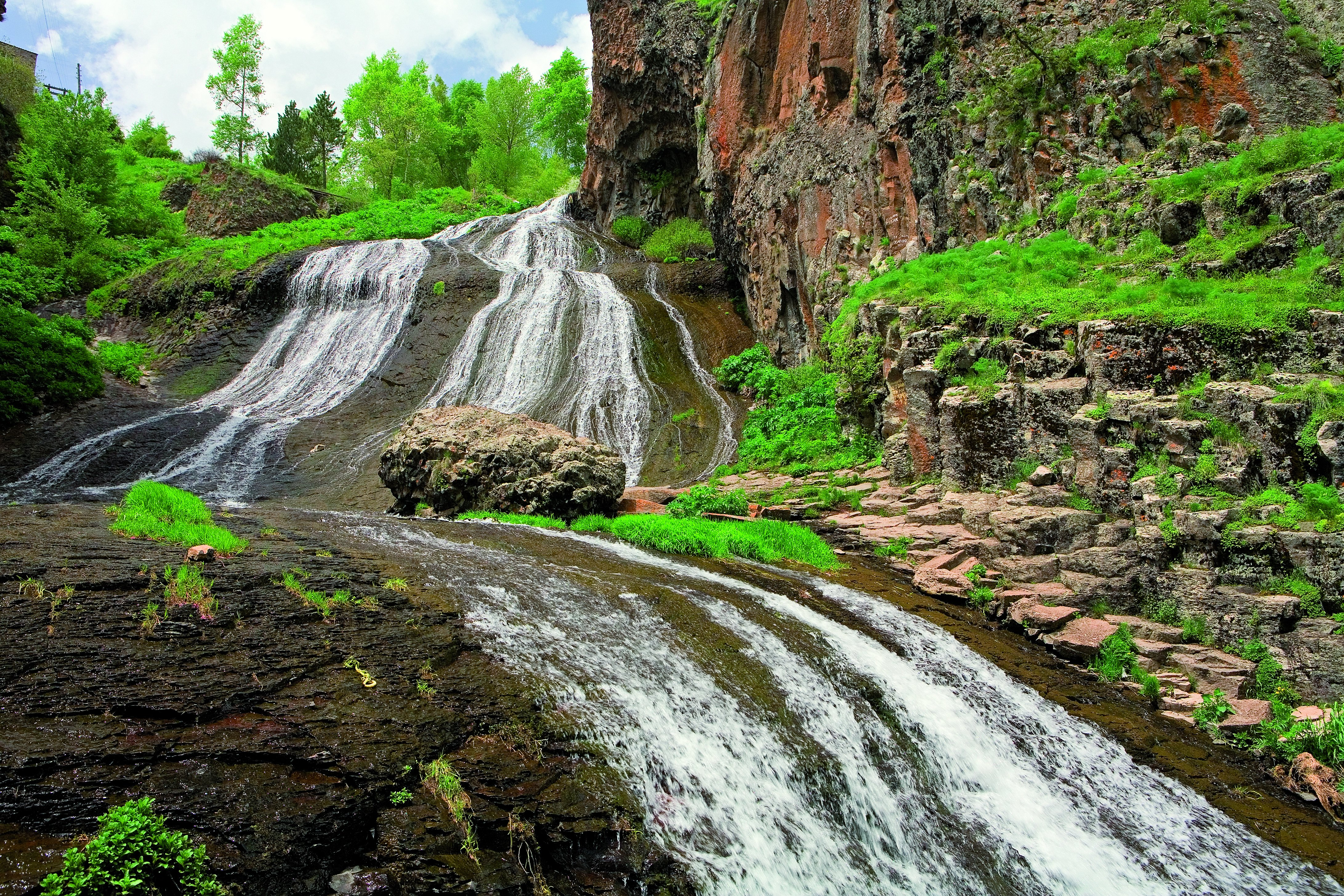
Salt d'aigua de Jermuk